# Provinz Ichilo
Ichilo ist eine Provinz im nordwestlichen Teil des Departamento Santa Cruz im Tiefland des südamerikanischen Anden-Staates Bolivien.

## Gründung
Die Provinz wurde durch Erlass vom 8. April 1926 gegründet. Ihr Name geht zurück auf den Río Ichilo, der die Provinz durchfließt.

## Lage
Die Provinz Ichilo grenzt im Norden an das Departamento Beni, im Westen an das Departamento Cochabamba, im Südwesten an die Provinz Manuel María Caballero, im Süden an die Provinz Florida, im Südosten an die Provinz Andrés Ibáñez, im Osten an die Provinz Sara, und im Nordosten an die Provinz Ñuflo de Chávez.

## Geographie
Die mittlere Höhe der Provinz ist 386 m.
Die mittlere jährliche Durchschnittstemperatur der Provinz beträgt 24,3 °C, der mittlere Jahresniederschlag 2.563 mm.

## Bevölkerung
Die Einwohnerzahl der Provinz Ichilo ist in den vergangenen drei Jahrzehnten auf das Doppelte angestiegen:
| Jahr | Einwohner | Quelle       |
| ---- | --------- | ------------ |
| 1992 | 49 484    | Volkszählung |
| 2001 | 70 444    | Volkszählung |
| 2012 | 92 721    | Volkszählung |
| 2024 | 100 473   | Volkszählung |

47,8 Prozent der Bevölkerung sind jünger als 15 Jahre. Der Alphabetisierungsgrad in der Provinz beträgt 78,5 Prozent.
96,1 Prozent der Bevölkerung sprechen Spanisch, 40,7 Prozent Quechua, 1,9 Prozent Aymara und 0,6 Prozent Guaraní (1992).
67,1 Prozent der Bevölkerung haben keinen Zugang zu Elektrizität, 46,6 Prozent leben ohne sanitäre Einrichtung (1992).
81,3 Prozent der Einwohner sind katholisch, 15,1 Prozent sind evangelisch (1992).

## Gliederung
Die Provinz untergliederte sich bei der letzten Volkszählung von 2024 in die folgenden vier Verwaltungsbezirke (bolivianisch „Municipios“):
- 07-0401 Municipio Buena Vista 13.586 Einw.
- 07-0402 Municipio San Carlos 18.998 Einw.
- 07-0403 Municipio Yapacaní 57.683 Einw.
- 07-0403 Municipio San Juan de Yapacaní 10.206 Einw.

## Städte
Die Hauptstadt der Provinz ist Buena Vista mit 4.405 Einwohnern (Volkszählung 2012), andere wichtige Städte sind
- Yapacaní – 30.952 Einwohner
- Santa Fe de Yapacaní – 8.454 Einwohner
- San Juan de Yapacaní – 5.401 Einwohner
- San Carlos – 4.620 Einwohner
- San Germán – 2.312 Einwohner

## Wirtschaft
Wichtigstes landwirtschaftliches Produkt der Provinz ist Reis, aus Ichilo stammen 50 % der gesamten Produktion des Departamentos Santa Cruz; weitere wichtige Wirtschaftsgüter sind Kakao und Nutzholz.